# Procordulia lompobatang
Procordulia lompobatang är en trollsländeart som beskrevs av Van Tol 1997. Procordulia lompobatang ingår i släktet Procordulia och familjen skimmertrollsländor. IUCN kategoriserar arten globalt som starkt hotad. Inga underarter finns listade i Catalogue of Life.